# Affaire Meynier Serra
 (novembre 2019).
L'Affaire Meynier Serra est une affaire criminelle qui a eu lieu en 2009 en France.
Le 18 février 2013, à la Cour d'Assises de l'Hérault, s’ouvre le procès d’Éric Meynier et de son amant Ludovic Serra pour le meurtre de Frédéric Flourou qu'ils ont commis en 2009. Ils sont accusés de l'avoir étranglé,puis jeté au fond d’un puits, près de Sérignan dans l’Hérault. Ils sont aussi accusés de tentative d'assassinat sur un autre jeune homme.

## Les faits
Le 14 février 2009, le corps de Frédéric Flourou, un jeune homme de 31 ans originaire de Béziers, a été découvert au fond d’un puits par un viticulteur dans un vignoble de Sérignan dans l’Hérault.
Dans la nuit du 4 janvier 2009, après avoir consommé de l'alcool, les assassins sont accusés d'avoir fait monter la victime dans leur voiture puis de le conduire dans un lieu isolé au bord de l’Orb avant de l’étrangler à l’aide d’une sangle.
Les prévenus semblent avoir prémédité leur acte, car ils ont creusé un trou au préalable pour servir de tombe à leur victime à l'aide d'une pelle achetée pour l'occasion, ainsi qu'une sangle. Ils jettent cependant le corps de Frédéric Flourou dans un puits, après avoir conclu que le trou qu’ils avaient creusé était inadapté.
Les coupables sont rapidement identifiés : Eric Meynier, âgé de 30 ans, jeune berger dans le Vaucluse, et son amant Ludovic Serra de 12 ans son aîné, chef de rayon dans une grande surface.
Les gendarmes découvrent qu'avant d'assassiner Frédéric Flourou les deux hommes avaient commis une première agression en novembre 2003 dans la région d'Avignon. Leur première victime est Wilfrid Cerveaux, âgé de 22 ans à l'époque. La victime fréquente alors Éric Meynier, et a rendez-vous avec lui ce soir-là. C'est alors qu'Éric Meynier, accompagné de Ludovic Serra, agresse, tabasse et caillasse Wilfrid Cerveaux, qui ne peut survivre qu'en sautant dans le Rhône en plein hiver. Malgré une plainte extrêmement précise déposée par Wilfrid Cerveaux après l'agression, donnant l'identité des agresseurs et fournissant des preuves, Éric Meynier et Ludovic Serra ne sont pas inquiétés par la police. 

## La procédure et le jugement
Les deux amants sont jugés coupables de l’homicide de Frédéric Flourou en 2009 ainsi que de la tentative d’assassinat de Wilfrid Cerveaux en 2003.
Le procès s'ouvre le 18 février 2013, devant la cour d'assises de l'Hérault. À l’issue de cinq jours de procès,  Eric Meynier est condamné à 30 ans de réclusion criminelle et Ludovic Serra à 25 ans. Les deux peines sont assorties d'une période de sûreté établie aux deux tiers de la peine initiale ; période à l'issue de laquelle ils pourront demander une libération conditionnelle. Ils ne font pas fait appel de cette sentence, sur le conseil de leurs avocats.
Eric Meynier reconnait avoir tué seul Frédéric Flourou, à la suite d'une question de son avocat, sans éprouver ni regret ni émotion particulière. Il prétend que c'est son frère décédé qui lui aurait dit de le faire, ce qui a suscité un soupir général dans la salle d'audience.

L’avocate générale, Manon Brignol, requiert pour Eric Meynier une peine de 30 ans de réclusion criminelle assortie d’une peine de sûreté des deux tiers. Elle requiert pour Ludovic Serra, une peine de 25 ans de réclusion criminelle, également assortie d’une peine de sûreté aux deux tiers. Dans son réquisitoire, elle justifie ainsi sa requête :

« Il faut protéger notre société contre ces deux-là, au moins pendant plusieurs années. Séparément ils ne sont capables de rien mais ensemble Ils peuvent recommencer. Pendant ce procès, ils n'ont manifesté aucun remords. C'est une peine d'élimination qu'il vous faut prononcer. »

— Manon Brignol, procureur
En fin de journée, après les plaidoiries des avocats des accusés, la Cour se retire pour délibérer. Après sept heures de délibéré les jurés prononcent la peine requise par le Procureur.
Les accusés ne manifestent pas la moindre émotion à l’énoncé du verdict.

## Le profil des accusés
Éric Meynier a le front déformé par une hydrocéphalie, ce qui lui a valu d’être scolarisé dans un institut médico-pédagogique, situé dans le Vaucluse, jusqu’à sa majorité. Il explique devant le tribunal que cela lui cause un retard mental. Il vit son enfance loin de chez lui et de son père, alcoolique. Il ne voit son frère aîné que le week-end. Il précise qu'il le considère comme son père. Ce frère aîné se suicide par pendaison en 2002, sans qu'Éric Meynier ne sache pourquoi.
Le psychiatre chargé de l’affaire explique qu'Éric Meynier souffre d’un retard mental. Par ailleurs, il affirme qu’il présente les traits d'une personnalité perverse et qu'il est capable de manipulation pour satisfaire ses désirs. Selon le psychiatre, Éric Meynier est immature, sans présenter un tableau clinique qui permettrait de conclure à la folie.
L’histoire d’amour entre Éric Meynier et Ludovic Serra commence de la plus terrible des façons. Éric Meynier était alors âgé de 15 ans alors que Ludovic Serra en avait 27. Au tribunal, Éric Meynier explique que c’était un viol, que Ludovic Serra avait un couteau et qu'il avait peur de lui. Il affirme que Ludovic Serra l’avait obligé à pratiquer une fellation dans les bois.
Bien que troublé, et même s’il n’était qu’un adolescent à l’époque, Éric Meynier retourne pourtant le voir le week-end suivant. Il explique que c’est à ce moment-là qu’il est devenu bisexuel.
C'est alors le début d’une histoire longue de dix ans, qu'ils n'assument pas, préférant se présenter comme des "cousins". Lors de cette relation passionnelle, Éric Meynier trompe son compagnon des dizaines de fois, sans que cela ne semble gêner Ludovic Serra. Mais il déclare que finalement cela le rongeait.

## Condamnation de l’État
En 2017, l’État est condamné pour faute lourde par le tribunal de Nîmes, qui accorde à Wilfrid Cerveaux première victime en 2003 d'une tentative d'assassinat d’Eric Meynier et de Ludovic Serra 6.000 euros au titre du préjudice moral. L’adjudant Francis Navarro qui avait « enterré » l'affaire est radié des cadres de la Gendarmerie,.